# Manuela Uhl

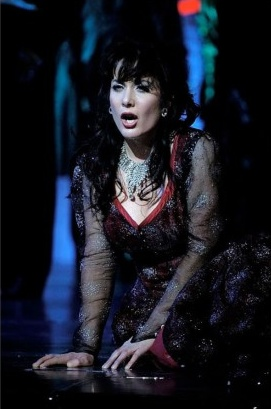
Manuela Uhl als Violetta in Verdis La traviata

Manuela Uhl (* 7. März 1966 in Ravensburg) ist eine deutsche Konzert- und Opernsängerin (Sopran). Der Schwerpunkt ihrer Arbeit liegt auf Partien der deutschen Spätromantik und der klassischen Moderne. Mit ihrem Ehemann und ihren drei Söhnen lebt sie in Mönkeberg (Schleswig-Holstein). Seit 2015 ist sie zusätzlich zu ihrer Tätigkeit als Sängerin Professorin an der Musikhochschule Lübeck.

## Leben
Manuela Uhl wuchs in Ravensburg auf. Sie studierte in Salzburg, Zürich und Freiburg im Breisgau. Nach Gastverträgen in Freiburg und Essen und ersten Festengagements im Badischen Staatstheater Karlsruhe (1995–2000) und bei den Bühnen der Landeshauptstadt Kiel (2000–2003) gehörte Manuela Uhl von 2006 bis 2011 dem Ensemble der Deutschen Oper Berlin an.
Seit 2011 ist die Sängerin freischaffend international tätig. Seit 2015 ist Manuela Uhl darüber hinaus Professorin für Gesang an der Musikhochschule Lübeck.
Sie hatte Auftritte an der Deutschen Oper Berlin, am Teatro Colón Buenos Aires, am New National Theatre Tokyo, am Nationaltheater München, am Teatro Real Madrid, an der Staatsoper Budapest, am Teatro San Carlo Napoli, bei den Festspielen Baden-Baden, bei der Nederlandse Opera, in der Königlichen Oper Kopenhagen, in der Semperoper Dresden, am Theater an der Wien, am Teatro Massimo Palermo, an der Staatsoper Hamburg, an der Opera Hongkong, an der Staatsoper Stuttgart, an der Oper Frankfurt, am Teatro Del Opera Roma, am Teatro Maestranza Sevilla, an der Deutschen Oper am Rhein in Düsseldorf, am Nationaltheater Mannheim, an der Korea National Opera Seoul, am National Theater Taipeh, an der Opéra de Montpellier, an der Opéra de Nice, am Badischen Staatstheater Karlsruhe und bei den Maifestspielen Wiesbaden.
Uhl arbeitete mit den Dirigenten Christian Thielemann, Riccardo Chailly, Peter Schneider, Antonio Pappano, Gustavo Dudamel, Adam Fischer, Simon Rattle, Kent Nagano, Semyon Bychkov, Lorin Maazel, Rafael Frühbeck de Burgos, Leopold Hager, Michael Boder, Pinchas Steinberg, Mark Albrecht, Donald Runnicles, Stefan Soltesz, Friedeman Layer, Ulf Schirmer, Bertrand de Billy, Alexander Liebreich, Juraj Valčuha, Alejo Pérez, Dmitri Jurowski, David Afkam und Jesús López Cobos zusammen.
Ihr Repertoire umfasst unter anderem die Partien
- Richard Wagner: Senta, Elisabeth, Elsa, Irene, Sieglinde, Venus, Freia, Isabella, Gutrune, Helmwige, Bünnhilde (Walküre), Brünnhilde (Siegfried), Brünnhilde (Götterdämmerung)
- Richard Strauss: Salome, Kaiserin, Färberin, Marschallin, Chrysothemis, Danae, Daphne, Aminta
- Carl Maria von Weber: Agathe
- Ludwig van Beethoven: Leonore
- Giuseppe Verdi: Desdemona, Elisabetta, Violetta
- Erich Wolfgang Korngold: Marietta/Marie
- Paul Hindemith: Ursula
- Franz Schreker: Els, Irmgard
- Charles Gounod: Margarethe
- Giacomo Puccini: Liu, Musetta
- Antonín Dvořák: Rusalka
- Alexander Zemlinsky: Gertraud, Prinzessin
- Paul Dukas: Ariane
- Ruggero Leoncavallo: Nedda
- Wolfgang Amadeus Mozart: Königin der Nacht, Pamina
- Hermann Wolfgang von Waltershausen: Rosine
- Alberto Franchetti: Ricke
- Walter Braunfels: Mirza, Gülnare
- Leoš Janáček: Füchslein Schlaukopf
- Emil Nikolaus von Reznicek: Donna Diana
- Ferruccio Busoni: Herzogin von Parma, Gretchen
- Joseph Haydn: Armida
- Franco Alfano : Roxane
- Helmut Öhring: Senta, Mathilde Wesendonck
- Christoph Willibald Gluck: Iphigenie (Aulis)
- Gregori Frid: Anne Frank
- Stanislav Moniusko: Halka

## Gastverträge
Manuela Uhl gastierte u. a. am Teatro Colón Buenos Aires (Die Frau ohne Schatten, Elektra, Rosenkavalier), an der Semperoper Dresden (Tannhäuser, Elektra, Die tote Stadt, Dr. Faust), an der New National Opera Tokyo (Lohengrin), am Teatro Real Madrid (Die tote Stadt, Elektra, Das Liebesverbot), am National Theater Taipei (Salome), am Staatstheater Budapest (Salome, Die Frau ohne Schatten), am National Theater Korea Seoul (Der fliegende Holländer), an der Opera Hongkong (Der fliegende Holländer), an der Nederlandse Opera Amsterdam (Der Schatzgräber), am Nationaltheater München (Elektra), am Theater an der Wien (Mathis der Maler), an der Ungarischen Staatsoper Budapest (Die Frau ohne Schatten, Salome), an der Königlichen Oper Kopenhagen (Tannhäuser, Der fliegende Holländer), am Teatro Massimo Palermo (Die tote Stadt), an der Deutschen Oper am Rhein in Düsseldorf (Der fliegende Holländer, Die Walküre, Lohengrin, Sehnsucht Meer), bei den Festspielen Baden-Baden (Elektra), an der Hamburgischen Staatsoper (Tannhäuser, Die Zauberflöte), an der Opéra de Nice (Elektra), an der Opéra de Montpellier (Salome, Germania), am Teatro del Opera Roma (Rienzi), am Teatro Maestranza Seviglia (Der Freischütz), in Leipzig (Iphigénie en Aulide, Der Rosenkavalier, Tannhäuser, Salome), an der Deutschen Oper Berlin (Lohengrin, Der fliegende Holländer, Die Walküre, Rienzi, Tannhäuser, Salome, Die Liebe der Danae, Elektra, Die Frau ohne Schatten, Turandot, Der Freischütz, Germania, Oberst Chabert, Bajazzo).

## Konzert
Außerdem ist Manuela Uhl eine Konzert- und Liedersängerin und sang u. a. die Sopranpartien im Deutschen Requiem von Johannes Brahms, im Elias von Mendelssohn Bartholdy, im Requiem, Stabat Mater und dem Te Deum von Antonín Dvořák, in der lyrischen Sinfonie von Alexander von Zemlinsky, in der Matthäuspassion, der h-Moll Messe und dem Weihnachtsoratorium von Johann Sebastian Bach, in Egmont von Ludwig von Beethoven, in der 2. und der 4. Sinfonie von Gustav Mahler, in der Messa da Requiem von Giuseppe Verdi und der Petite Messe Solennelle von Gioachino Rossini. Sie trat auch mit den Vier letzten Liedern von Richard Strauss, Wagners Wesendonck-Liedern, den sieben frühen Liedern von Alban Berg, den Liedern Op. 8 von Arnold Schönberg, 8 Orchesterlieder von Richard Strauss, 8 Konzertarien von Wolfgang Amadeus Mozart und dem Marienleben von Paul Hindemith auf. Beethovens 9. Sinfonie sang sie u. a. mit Rafael Frühbeck de Burgos, Marek Janowski und Miguel Gomez Martinez. Im Mahler-Jahr 2010 debütierte sie als 1. Sopran in Mahlers 8. Sinfonie. Es folgten u. a. Aufführungen unter Christian Thielemann, Lorin Maazel, Jonathan Nott, Christian Arming, Antonio Pappano, Gustavo Dudamel, Adam Fischer und Riccardo Chailly.

## Veröffentlichungen

### CDs
Gesamtaufnahmen, in denen Manuela Uhl die weibliche Hauptpartie singt:
- Robert Schumann: Szenen aus Goethes Faust. Leitung: Joshard Daus (Arte Nova)
- Franz Schreker: Flammen. Oper Kiel, Leitung: Ulrich Windfuhr (cpo)
- Franz Schreker: Der Schatzgräber. De Nederlandse Opera, Amsterdam, Leitung: Marc Albrecht (Challenge)
- Franco Alfano: Cyrano de Bergerac. Oper Kiel, Leitung: Markus Frank (cpo)
- Emil Nikolaus von Rezniček: Donna Diana. Oper Kiel, Leitung: Ulrich Windfuhr (cpo)
- Richard Strauss: Die Liebe der Danae. Oper Kiel, Leitung: Ulrich Windfuhr (cpo)
- Arnold Schönberg: 6 Lieder op. 8, Beethoven Orchester Bonn, Leitung: Stephan Blunier (mdg)
- Hermann Wolfgang von Waltershausen: Oberst Chabert. Deutsche Oper Berlin, Leitung: Jacques Lacombe (cpo)

### DVDs
- Richard Strauss: Elektra (als Chrysothemis). Leitung: Christian Thielemann (Opus Arte)
- Richard Strauss: Die Liebe der Danae. Deutsche Oper Berlin, Leitung: Andrew Litton (Arthaus)